# Sinopoda altissima
Sinopoda altissima är en spindelart som först beskrevs av Hu och Li 1987.  Sinopoda altissima ingår i släktet Sinopoda och familjen jättekrabbspindlar. Inga underarter finns listade i Catalogue of Life.